# Коз-Яманташ
Коз-Яманташ (также Коз-Яман-Таш, Яман-таш-текне, Испари, Чухур-Чаир) — источник в Крыму, считающийся основным истоком реки Стиля, расположенный на северо-западном склоне под скалой Яманташ, на правом борту оврага Стиля-дере, на высоте 832 м. Источник состоит из двух расположенных на расстоянии 40 метров разнонаправленных выходов воды одного горизонта, оборудованных каптажами-водосливами с 3 (правый) и 5 (левый, более мощный) рядами труб.

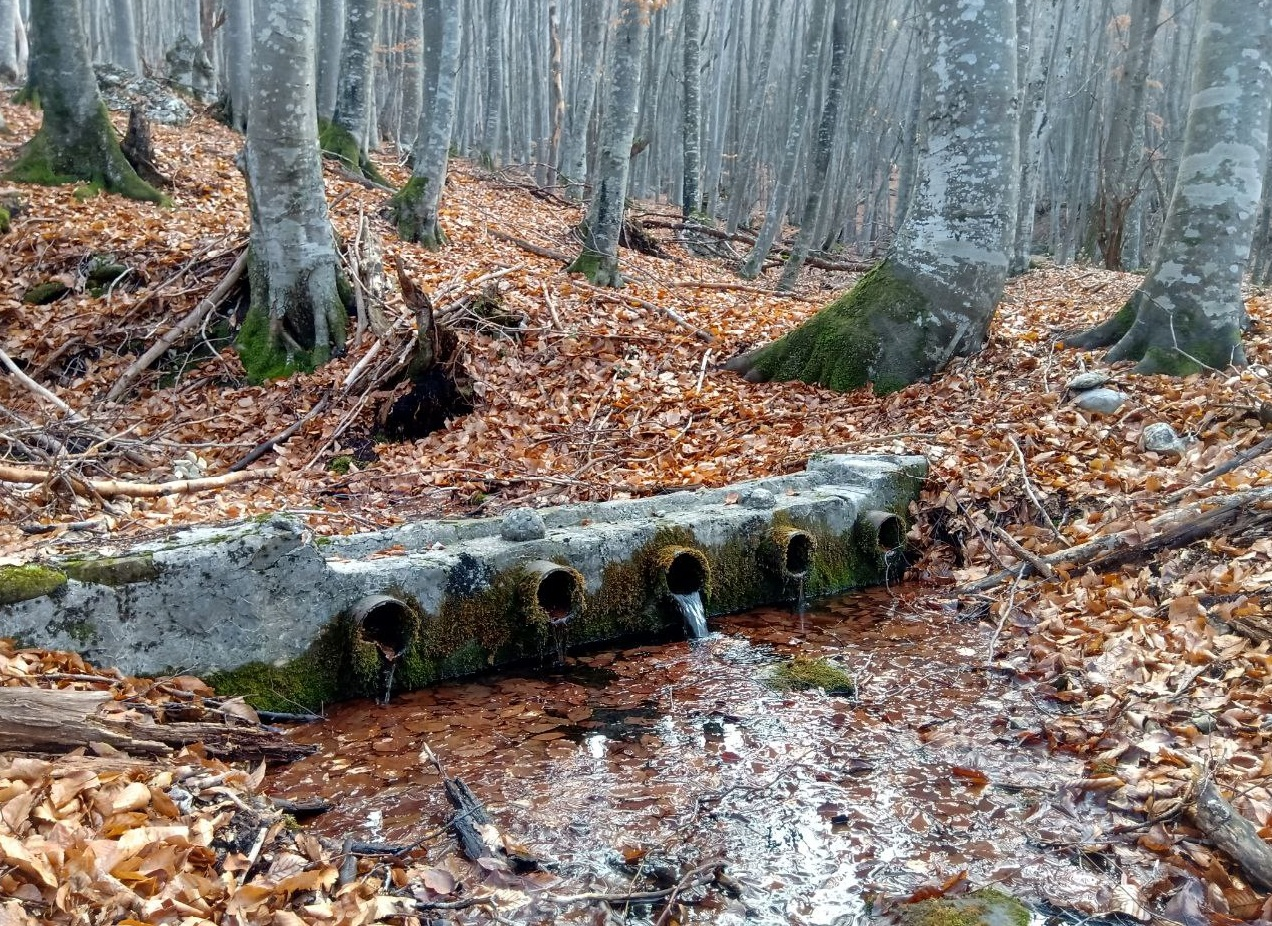
Левый родник.
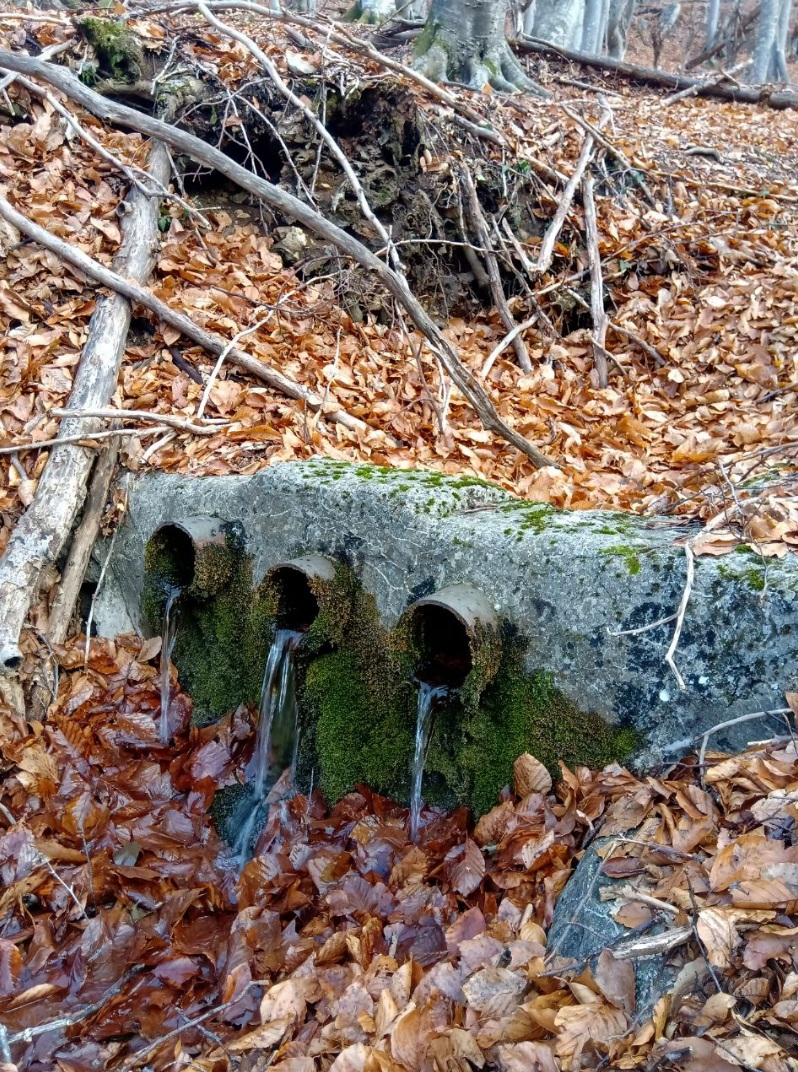
Правый родник.

У Николая Рухлова, в работе «Обзор речных долин горной части Крыма» 1915 года родник назван Испари
Верховье реки Стили, по местному Узенбаш, получает питание из родника "Испари", получающего воду из под гряды известняковых валунов отдельными струями на протяжении более 10 саж. на северо-западном склоне горы Яман-таш, температура воды 6,9°Ц.; вода скрывается в гряде валунов, а несколько ниже выходит из под корня дерева в количестве 40.000 ведер в сутки, и температура её уже 7,9°Ц.; затем вода переводится канавой в бассейн «Биюк-Узенбаш», в верховьях реки Бельбека.
 В отчёте Партии Крымских Водных изысканий 1915 года числится, как не оборудованный родник № 85/113, Чухур-Чаир бассейна балки реки Стиля на высоте 400 саженей (примерно 853 м).; вода выходит из глинистых сланцев и обломков известняка, отводится арыками на склон балки Манаготры, на землю крестьян Биюк-Узенбаша. С мая 1914 года по сентябрь 1915 года производилось измерение дебитов, наименьший составил 7200 вёдер в сутки, наибольший — 187550 вёдер и среднегодовой получился 43030 вёдер в сутки (6,1 л/с). Измерительные водосливы сооружены сотрудниками Ялтинской инженерно-геологической и гидрологической партии в 1960-х — 1970-х годах, ими же проставлены номера «432» на 5-и трубном и "431 " на 3-х трубном каптажах (источники стоят на гидрологическом учёте). Источники бассейна Стили на картах не обозначены, координаты и высоты определены современными приборными методами.